# Angel of the Canyons
Angel of the Canyons (o The Angel of the Canyon) è un cortometraggio muto del 1913 diretto da Allan Dwan. Il film aveva tra gli interpreti J. Warren Kerrigan e Pauline Bush.

## Produzione
Il film fu prodotto dall'American Film Manufacturing Company come Flying A.

## Distribuzione
Distribuito dalla Mutual Film, il film  - un cortometraggio in una bobina - uscì nelle sale cinematografiche USA il 12 maggio 1913.